# -SHAMBARA-
「-SHAMBARA-」(シャンバラ)は、日本のヴィジュアル系バンドであるR指定が2016年12月21日に発売した、通算22枚目となるシングル。

## 概要
- 2016年の第3弾シングル。前作「forest」から4か月後にリリースされた。
- 通常盤と初回限定盤の2形態でのリリースで、初回限定盤には表題曲「-SHAMBARA-」のPVとメイキング映像が収録されたDVDが封入されている。

## 収録曲

### CD
1. -SHAMBARA-
2. インザコンクリート

### 初回限定盤DVD
1. -SHAMBARA- PV
2. -SHAMBARA- PV Making